# خانه نانوا باشی
خانه نانوا باشی مربوط به دوره قاجار است و در سنندج، خیابان ۱۷ شهریور، کوچه تابان واقع شده و این اثر در تاریخ ۲۳ شهریور ۱۳۸۲ با شمارهٔ ثبت ۱۰۱۶۹ به‌عنوان یکی از آثار ملی ایران به ثبت رسیده است.